# Anahuac
Anahuac – miasto w Stanach Zjednoczonych, w stanie Teksas, nad zatoką Galveston, siedziba administracyjna  hrabstwa Chambers. W 2000 roku liczyło 2 210 mieszkańców.